# El laberinto del fauno
El laberinto del fauno (2006) és una coproducció hispano-mexicana filmada a Espanya, amb guió i direcció del mexicà Guillermo del Toro.
Protagonitzen la pel·lícula els actors catalans Ariadna Gil, Sergi López i Ivana Baquero (premi Goya a la millor actriu revelació), juntament amb Maribel Verdú, Doug Jones i Álex Angulo. La cinta va obtenir set premis Goya, tres premis BAFTA i tres premis Oscar. Premiats en tots tres casos van ser els maquilladors barcelonins David Martí i Montse Ribé.

## Argument
L'any 1944, la Guerra Civil espanyola ja havia acabat i Espanya està ara sota el règim de Franco. Els maquis es van refugiar a les muntanyes. La jove Ofelia segueix la seva mare, en segones núpcies amb el tirà i sanguinari Capità Vidal. Guiada per un estrany insecte que pren per una fada, la nena descobreix en el cor d'un laberint prop de casa seva una fauna inquietant. Es posa de manifest que seria la princesa d'un món subterrani perdut a la Terra. Però per estar segurs, i per a trobar el seu veritable pare i la seva veritable mare, Ofelia ha de passar tres proves.

## Anàlisi
La pel·lícula resulta de la fusió de dos gèneres que cohabiten poques vegades, la pel·lícula de guerra i la fantàstica. En el seu univers familiar, Guillermo del Toro ho ha posat en el context de la guerra civil. L'escenari no està tancat i segueix estant subjecte a diverses interpretacions.
És possible, en primer lloc, considerar que, com a Legend, el món de les fades és tan tangible com el dels éssers humans. En aquest cas, és un meravellós contrapès a la barbàrie ambient, però l'accés és restringit a les persones no contaminades per la guerra. Per contra, se suggereix en un segon temps que el poble del laberint només existeix en la imaginació d'Ofèlia i es refugia en aquest món de la violència codificada (el gripau gegant, l'ogre) per escapar de la violència absurda dels adults. De tota manera, l'escena final de la pel·lícula tendeix a orientar-nos cap a la primera hipòtesi.

## Repartiment
- Ivana Baquero: Ofelia
- Doug Jones: el faune Pan
- Sergi López: el capità Vidal
- Ariadna Gil: Carmen
- Maribel Verdú: Mercedes
- Álex Angulo: el doctor
- Roger Casamajor: Pedro
- César Bea: Serrano

## Rodatge
La pel·lícula va ser filmada principalment al terme municipal d'El Espinar (Segòvia), a la Serra de Guadarrama, i també a Belchite (Saragossa).

## Al voltant de la pel·lícula
El 2001, en la seva pel·lícula El espinazo del diablo, Guillermo del Toro va situar l'acció en plena Guerra Civil espanyola. El laberinto del Fauno té lloc uns quants anys més tard, el 1944, quan el règim de Franco està instal·lat però encara no ha aixafat tots els republicans. Com en la pel·lícula anterior, la violència del context històric contribueix al clima opressiu de la història.

## Premis
| Any  | Cerimònia o festival            | Premi                                 | Resultat   |
| ---- | ------------------------------- | ------------------------------------- | ---------- |
| 2006 | 79è Festival de Canes           | Llargmetratge en competició           | Nominat    |
| 2007 | 21è Premis Goya                 | Millor pel·lícula                     | Nominat    |
| 2007 |                                 | Millor director                       | Nominat    |
| 2007 |                                 | Millor direcció artística             | Nominat    |
| 2007 |                                 | Millor guió original                  | Guanyador  |
| 2007 |                                 | Millor actor                          | Nominat    |
| 2007 |                                 | Millor actriu                         | Nominat    |
| 2007 |                                 | Millor actriu revelació               | Guanyadora |
| 2007 |                                 | Millor fotografia                     | Guanyador  |
| 2007 |                                 | Millor so                             | Guanyador  |
| 2007 |                                 | Millor música original                | Nominat    |
| 2007 |                                 | Millor maquillatge                    | Guanyador  |
| 2007 |                                 | Millors efectes especials             | Guanyador  |
| 2007 |                                 | Millor muntatge                       | Guanyador  |
| 2007 | 6a edició del Premi Globus d'Or | Millor pel·lícula de parla no anglesa | Nominat    |
| 2007 | 60a cerimònia dels Premis BAFTA | Millor guió original                  | Nominat    |
| 2007 |                                 | Millor fotografia                     | Nominat    |
| 2007 |                                 | Millor decorat                        | Nominat    |
| 2007 |                                 | Millor so                             | Nominat    |
| 2007 |                                 | Millor vestuari                       | Guanyador  |
| 2007 |                                 | Millor maquillatge                    | Guanyador  |
| 2007 |                                 | Millors efectes visuals               | Nominat    |
| 2007 |                                 | Millor pel·lícula de parla no anglesa | Guanyador  |
| 2007 | 79 cerimònia dels Oscar         | Millor guió original                  | Nominat    |
| 2007 |                                 | Millor fotografia                     | Guanyador  |
| 2007 |                                 | Millor direcció artística             | Guanyador  |
| 2007 |                                 | Millor maquillatge                    | Guanyador  |
| 2007 |                                 | Millor banda sonora                   | Nominat    |
| 2007 |                                 | Millor pel·lícula de parla no anglesa | Nominat    |